# Ricardo Ruiz Suárez
Ricardo Ruiz Suárez (Ciudad de México, 7 de febrero de 1955) es un abogado y político mexicano.  Subsecretario de Gobierno de la Ciudad de México. Fue Diputado local por el Distrito XXX (Coyoacán) en la I Legislatura de la Ciudad de México, siendo coordinador del Grupo Parlamentario de Morena.

## Trayectoria
Ha sido militante de izquierda, realizó la licenciatura y maestría en Derecho en la UNAM, con una especialidad en Derecho Administrativo y Constitucional.
Participó en el Partido Mexicano de los Trabajadores, fundó el Partido Socialista Unificado de México. Fue miembro del Partido Mexicano Socialista, así como del Partido de la Revolución Democrática, donde ocupó el cargo de presidente estatal en el Distrito Federal y presidente del Consejo Nacional.
Fue diputado suplente de Porfirio Muñoz Ledo, en la LVII Legislatura.
En el año de 1997 fue coordinador de asesores de la Secretaría de Medio Ambiente del Distrito Federal, en 1998 trabajó como Subdelegado Jurídico y de Gobierno en las entonces delegaciones Iztapalapa e Iztacalco, en 1999 delegado de Iztacalco.
Se desempeñó como responsable de las Políticas y Programas de la Secretaría de Desarrollo Económico del Distrito Federal; de 2000 a 2002 fue asesor encargado de las Políticas y Programas de la Secretaría de Desarrollo Económico. Fue director general de Gobierno del Distrito Federal en 2002, y en 2005 Secretario General de Gobierno del Distrito Federal.
De 2011 a 2013 asesoró la campaña a la diputación de Alejandro Encinas Rodríguez al gobierno del Estado de México.
Asesor del Instituto Belisario Domínguez del Senado de la República (2013 a 2017), asesor jurídico en el Senado de la República (2016 a 2017) e integrante del Grupo de trabajo de la Asamblea Constituyente de la Ciudad de México que elaboró el proyecto de iniciativa de la Constitución Política de la Ciudad de México.
Actualmente, es Subsecretario de Gobierno de la Ciudad de México.

## Trayectoria académica
Desde 1989 ha sido catedrático e investigador del Departamento de Derecho de la Universidad Autónoma Metropolitana Azcapotzalco, impartiendo las materias de Derecho Constitucional, Teoría Constitucional, Historia del Derecho Mexicano, Economía, Política y Sociedad.